# Mantispa fenestralis
Mantispa fenestralis är en insektsart som beskrevs av Navás 1914. Mantispa fenestralis ingår i släktet Mantispa och familjen fångsländor. Inga underarter finns listade i Catalogue of Life.